# Andrzej Janikowski
Andrzej Klemens Erazm Janikowski (ur. 23 listopada 1799 w Pilźnie, zm. 4 grudnia 1864 w Warszawie) – polski lekarz sądowy, profesor chirurgii teoretycznej Uniwersytetu Warszawskiego, pionier XIX wiecznej medycyny sądowej w Polsce.

## Życiorys
Po ukończeniu gimnazjum w Krakowie i obowiązującego dla kandydatów na studia lekarskie 
dwuletniego kursu nauk na Wydziale Filozoficznym w Uniwersytecie Jagiellońskim, mając 
niespełna 17 lat, rozpoczął w 1816 roku studia na Wydziale Lekarskim tegoż uniwersytetu.
W grudniu 1821 broni pracę doktorską. Następnie przebywał przez 3 lata zagranicą, gdzie praktykował chirurgię, psychiatrię, choroby płuc i serca oraz choroby weneryczne.
Po uzyskaniu tytułu profesora nadzwyczajnego od 1826 roku przez 5 lat wykładał w Warszawie, w akademii medyczno-chirurgicznej psychiatrię i medycynę sądową. W 1830 roku został mianowany profesorem zwyczajnym.
W czasie powstania listopadowego pracował w Szpitalu Ujazdowskim i zorganizował w Warszawie szpital wojskowy na 600 łóżek, którego był naczelnym lekarzem; za te zasługi otrzymał złoty krzyż Virtuti Militari - 4 czerwca 1831 roku. Po zamknięciu uniwersytetu w roku 1831 został członkiem Rady Ogólnej Lekarskiej, nazywanej później Radą Lekarską Królestwa Polskiego.
W roku 1832 wziął ślub z Antoniną Mianowską, z którą miał syna, także znanego lekarza medycyny sądowej, profesora Uniwersytetu Jagiellońskiego Stanisława Pawła Jana Janikowskiego.
W latach 1843–1850 sprawował funkcję przewodniczącego Warszawskiego Towarzystwa Lekarskiego.
Andrzej Janikowski należał do najwybitniejszych przedstawicieli polskiej medycyny sądowej w XIX wieku. Był jednym z najczynniejszych członków Rady Lekarskiej. Z jego inicjatywy została założona Szkoła Farmaceutyczna w Warszawie w roku 1840, w której sam wykładał bezpłatnie oraz zachęcił innych członków Rady Lekarskiej do podobnych wykładów. Jego prelekcje w tej szkole trwały 17 lat i dotyczyły receptur oraz pomocy w nagłych wypadkach. Po włączeniu szkoły do nowo powstałej w roku 1857 Akademii Medyko-Chirurgicznej został członkiem komitetu zarządzającego, a w roku 1859 profesorem zwyczajnym medycyny sądowej, policji lekarskiej i psychiatrii. Pełnił również obowiązki sekretarza naukowego, odpowiadającego urzędowi dziekana w uniwersytetach.

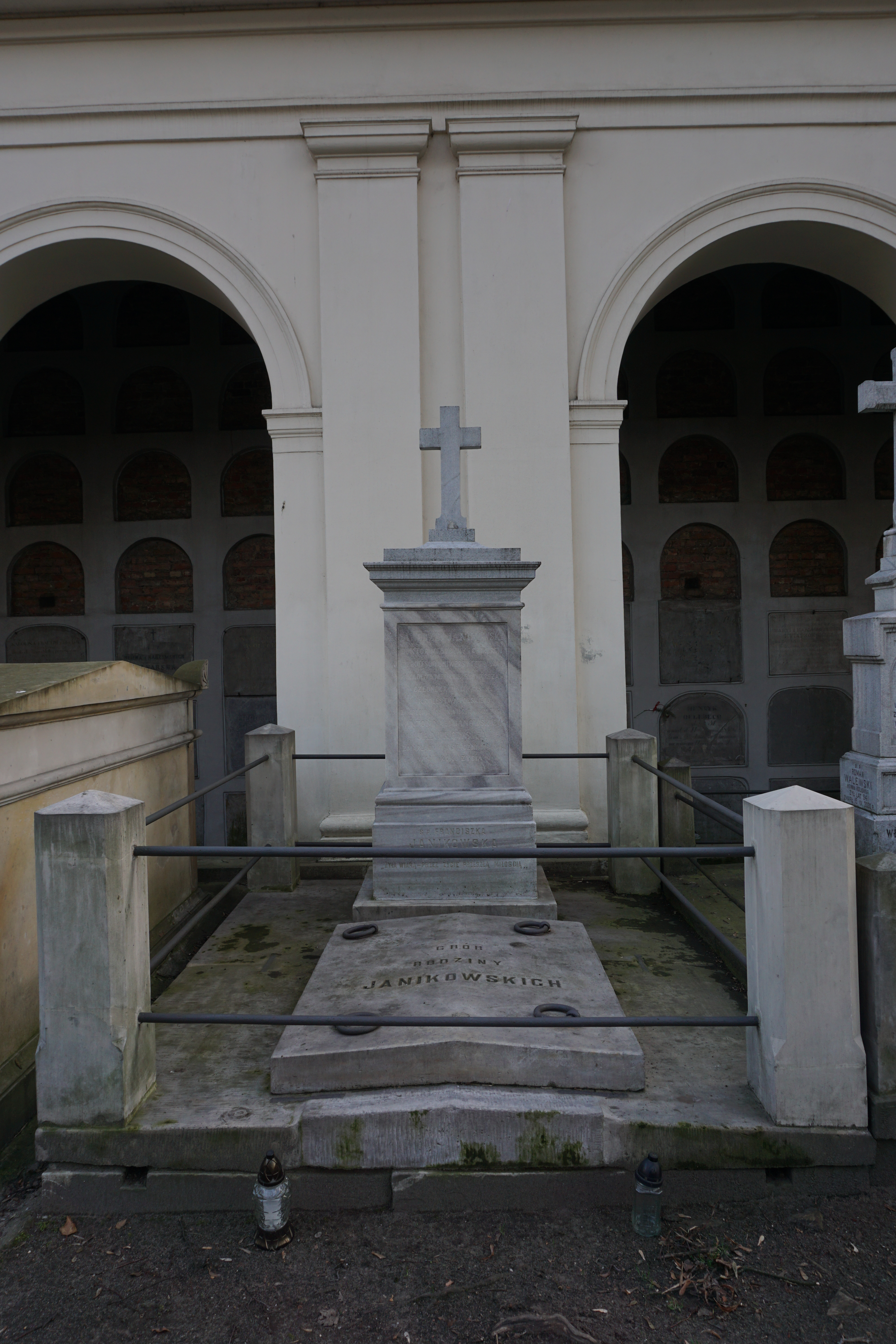
Grób Andrzeja Janikowskiego na cmentarzu Powązkowskim

Działalność naukowa jego była wysoko oceniana jeszcze za jego życia, a zwłaszcza liczne jego prace, głównie z medycyny sądowej, higieny społecznej, psychiatrii i chirurgii. Towarzystwo Naukowe Krakowskie, Poznańskie Towarzystwo Przyjaciół Nauk, Wileńskie Towarzystwo Lekarskie i Towarzystwo Lekarskie Rosyjskie w Petersburgu powoływały go na swego członka. Janikowski miał rozległą praktykę lekarską, głównie bezpłatną wśród biednej ludności Warszawy. Był lekarzem Zakładu Starców w Warszawskim Towarzystwie Dobroczynności (1826-54) i pełnił w tym towarzystwie obowiązki prezesa wydziału lekarskiego (1839-64). Jego zabiegom zawdzięcza swe powstanie Kasa Wsparcia dla podupadłych lekarzy oraz dla wdów i sierot po lekarzach-członkach. W latach 1860–1864 był członkiem honorowym Poznańskiego Towarzystwa Przyjaciół Nauk.
Zmarł nagle w Warszawie. Został pochowany na cmentarzu Powązkowskim w Warszawie (aleja katakumbowa, grób 133/134).
Bratem jego był znany działacz społecznikowski miasta Warszawy, kupiec Teofil Mikołaj Aleksander Janikowski.

## Wybrane dzieła naukowe
- "Zasady dochodzeń sądowo-lekarskich co do wątpliwości stanu zdrowia" (1845-1859)
- "Zasady dochodzeń sądowo-lekarskich w wypadkach uszkodzeń ciała" (1847)
- "Zasady dochodzeń sądowo-lekarskich w wypadkach śmierci" (1852)
- "Zasady dochodzeń sądowo-lekarskich co do wieku, płci, funkcyi płciowych i tożsamości osób" (1859)